# Marie-Thérèse Reboul
Marie-Thérèse Reboul (1728-1805) fue una pintora francesa, dedicada a historia natural, naturaleza muerta y flores.
Marie-Thérèse se formó en la Real Academia de Pintura y Escultura en París, donde se convirtió en alumna del quién sería su futuro marido, el pintor Joseph-Marie Vien. Ambos tuvieron un hijo, Joseph Marie Vien, que también fue pintor. Pintó un gran número de pinturas al estilo bodegón y varias otras pinturas de pájaros, flores y frutos. Varias de sus obras fueron adquiridas por Catalina II de Rusia, y actualmente se encuentran en el Museo del Hermitage.